# Zeitzer Neueste Nachrichten
Die Zeitzer Neuesten Nachrichten wurden am 28. Januar 1900 als freie und unabhängige Tageszeitung in der Stadt Zeitz gegründet. Gründer war der am 4. Oktober 1863 als Sohn des Wollwarenfabrikanten Carl Jubelt in Zeitz geborene Kaufmann Reinhold Jubelt. Die ZNN wurde im eigens dafür erbauten Wohn- und Geschäftshaus in der Brüderstraße 14 mit modernster Technik gedruckt. Herausgeber war die Reinhold Jubelt KG in Zeitz.
Die ZNN erreichte mit einer heimatbezogenen, kulturell und wirtschaftlich ansprechenden konservativen Aufmachung schnell eine zunehmende Leserschaft. Neben der tagesaktuellen Presse und des mittels eigenen Transportfahrzeugen bis in die ländlichen Bereiche der umliegenden Region ausgelieferten Tageszeitung, waren besonders die vielen kostenlosen heimatgeschichtlichen Beilagen beliebt.
Der Verlag Reinhold Jubelt gab auch eine von ihm selbst angefertigte Wegekarte des Zeitzer Forstes heraus und druckte verschiedene Wanderbücher sowie Bücher zur Heimatgeschichte. Ebenso gab er ein heimatliches Wanderheft mit einer Anzahl von ihm selbst zusammengestellten Wanderungen heraus.
So wurde z. B., die Ausgrabung der alten Kaiserburg in Breitenbach angeregt und ausführlich über die archäologischen Ergebnisse berichtet. Die ZNN setzte sich für die Erhaltung des alten in spätgotischer Architektur erbauten Zeitzer Rathauses ein und trieb auch die Rückkehr des wertvollen originalen Thesendrucks von Luther voran.
Die ZNN trat für die Erhaltung und gegen die Auflösung des alten humanistischen Stiftsgymnasiums am Steinsgraben ein. Zum 390-jährigen Bestehen dieser Anstalt erschien 1930 eine umfassende Abhandlung über Kloster und Schule mit zahlreichen Bildern als Sonderheft.
Wie alle Tageszeitungen jener Zeit, war es auch der ZNN und ihren Herausgebern nicht leicht, dem Druck der jeweils herrschenden politischen Kräfte standzuhalten, ohne die eigenen Werte aufzugeben. Der verlorene Erste Weltkrieg und seine Folgen spiegelten sich auch in der täglichen Presse wider. Über den Aufstieg der Nationalsozialisten wurde ebenso, wie über andere politische, wirtschaftliche und kulturelle Ereignisse berichtet.
Nach der Machtergreifung der Nationalsozialisten 1933 nahm der politische Druck auch auf die ZNN weiter zu. Dennoch trat kein Mitglied der leitenden Familie in die NSDAP ein. Immer wieder mussten Kompromisse eingegangen werden, um die Zeitung und die vielen Arbeitsplätze vor dem Untergang zu bewahren. Dies war nicht immer leicht, da die ZNN in ihrem Betrieb auch Personen aus Familien beschäftigte, welche durch die Nationalsozialisten verfolgt wurden.
Das Schriftleitergesetz, welches am 1. Januar 1934 in Kraft trat, war eine mit Staatsgewalt durchgesetzte Einschränkung der Pressefreiheit. Bereits 1935 wurde das Erscheinen der ZNN durch das NS-Regime zunächst für drei Wochen verboten und dann endgültig im März 1943 aufgrund staatlicher Vorgaben eingestellt. Die Abonnenten mussten an das Zeitzer Tageblatt -früher Mitteldeutsche Nationalzeitung, Amtsblatt der NSDAP, abgetreten werden.
Nach der Befreiung der Stadt Zeitz durch die Amerikaner wurde der Sohn von Firmengründer Reinhold, Arthur Jubelt, welcher die Geschicke der ZNN nach dem Tod des Vaters und des Bruders bis zur Einstellung geleitet hatte, zum ersten Bürgermeister der befreiten Stadt Zeitz berufen. Die Zeitzer Neuesten Nachrichten lebten kurz auf, bevor die sowjetischen Truppen die Amerikaner in Zeitz ablösten und der freien Presse in Zeitz und der späteren DDR ein Ende bereiteten. Die ZNN teilte das Schicksal aller Tageszeitungen in der sowjetischen Besatzungszone und wurde enteignet. Arthur Jubelt, der letzte Herausgeber der ZNN, wurde denunziert, als Bürgermeister abgesetzt und kam im Speziallager Nr. 2 Buchenwald am 6. Dezember 1947 ums Leben.